# Locomotiva SB 23
Le locomotive SB 23 erano locomotive a vapore per treni merci, di rodiggio 0-3-0, del parco rotabili della società ferroviaria austriaca Südbahn.

## Storia
Le locomotive SB 23 vennero ordinate, dalla "Südlichen Staatsbahn", soprattutto per la trazione di treni merci, alla fabbrica di locomotive dello stato austriaca (StEG) in numero di 20 unità, e vennero da questa consegnate nel 1860. Successivamente, in seguito della costituzione della società privata Südbahn, vennero estesi ulteriori ordinativi anche alla Wiener Neustädter Lokomotivfabrik e alla Maschinenfabrik di Esslingen fino a raggiungere la quantità complessiva di 205 locomotive entro il 1872. La serie inizialmente venne incorporata nel gruppo SB 23. Successivamente, nel 1864 fu inserita nel gruppo SB 29. Nel corso degli anni le macchine subirono varie modifiche: dal 1861 in poi vennero migliorate le cabine di guida, che inizialmente erano poco più che un riparo, dal 1880 in avanti furono sostituite le caldaie con altre di nuovo tipo e modificato l'apparato di frenatura a vuoto.
Le locomotive seguirono la sorte della rete dopo la fine della prima guerra mondiale e furono divise tra le potenze vincitrici per ripagare i danni di guerra. L'Italia ne ebbe assegnate 26 unità, quasi tutte di fabbricazione StEG, che vennero immatricolate nel gruppo 193 delle Ferrovie dello Stato, le locomotive destinate alla Jugoslavia divennero JDZ 124, quelle assegnate all'Ungheria, MÁV 332.
Dal 1924 in seguito alla nazionalizzazione delle ferrovie austriache e la nascita delle Ferrovie Federali austriache (BBÖ) poco meno di 50 unità furono raggruppate nel gruppo BBÖ 49.
Dopo la seconda guerra mondiale alcune macchine che erano state precedentemente incorporate, in seguito all'Anschluss, dalla Deutsche Reichsbahn come DRG 53.7111-7116, rimasero in Austria; di tale gruppo le nuove ferrovie federali (ÖBB) rilevarono solo la numero 153.7114 che venne accantonata nel 1953.

## Caratteristiche
Le locomotive erano classificate come "Bourbonnais" (un progetto francese che si era rivelato costruttivamente affidabile e di grande semplicità); adottavano il rodiggio più diffuso 0-3-0, con ruote accoppiate a biella.
La caldaia, a 183 tubi di fumo con superficie di riscaldamento tubiero di 113,2 m², forniva vapore saturo, alla pressione massima di 6,8 bar, al motore a 2 cilindri, a semplice espansione e con distributori a cassetto piano e azionamento Stephenson. Il forno aveva una superficie di griglia pari a 1,59 m² e la sua volta contribuiva al riscaldamento dell'acqua per ulteriori 8,5 m².
Il tender accoppiato trasportava 8,4 t di acqua e 5,4 t di carbone.

## Locomotive preservate

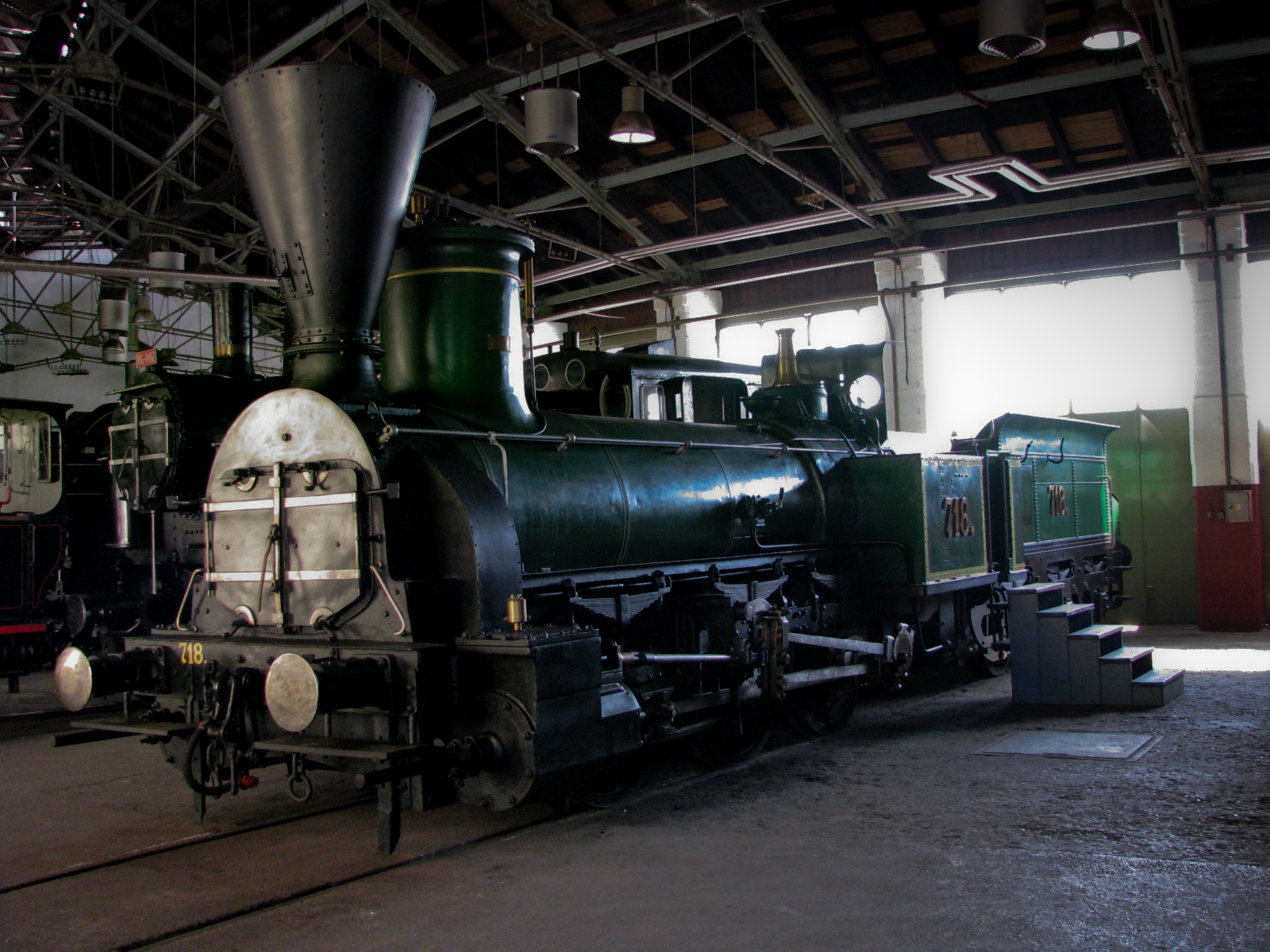
Locomotiva ex SB 23.718 conservata al Museo di Lubiana

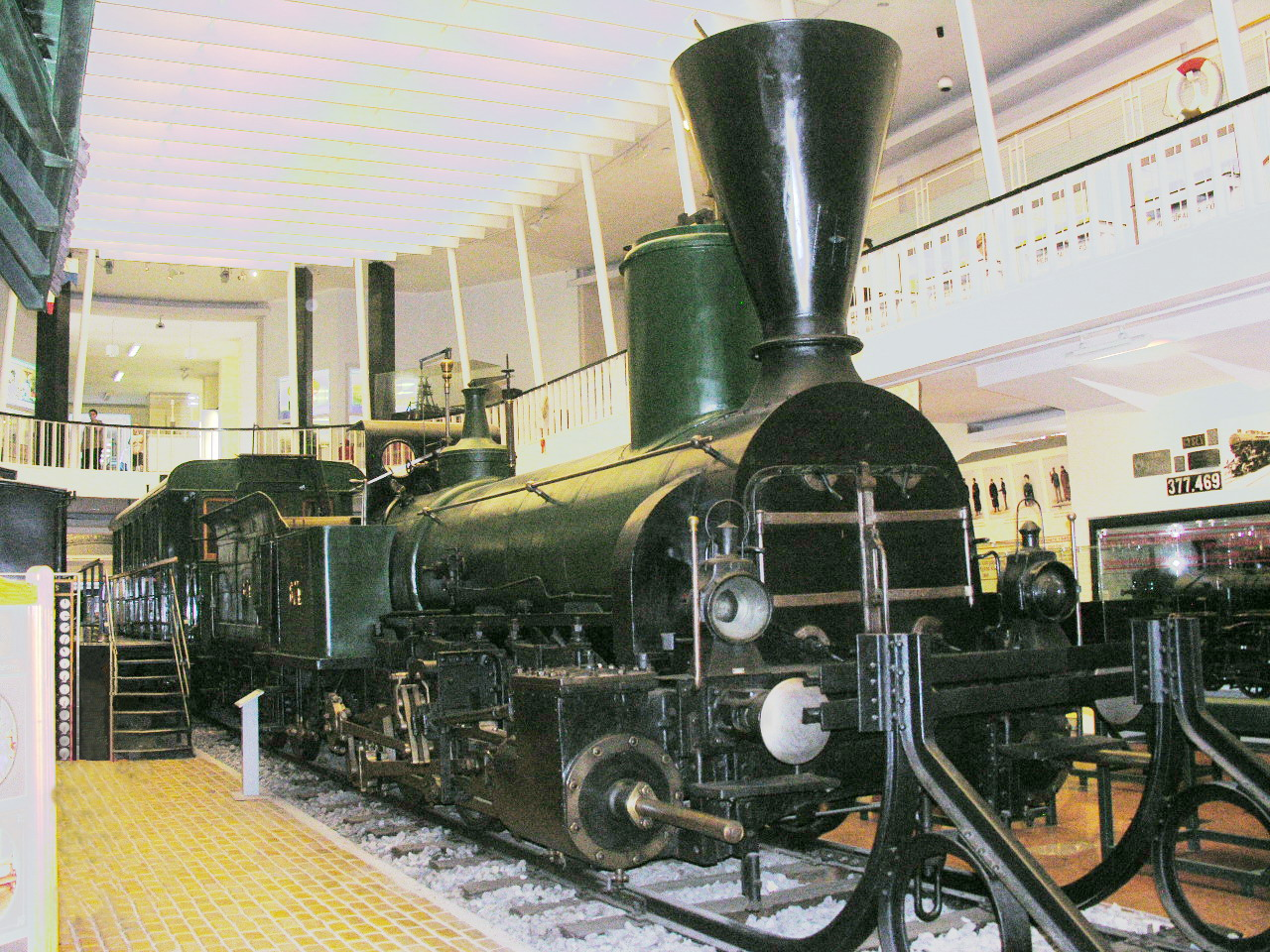
Locomotiva ex SB 23.674 al museo di Budapest

Una locomotiva di tipo analogo è ancora tenuta in ordine e in grado di funzionare per la trazione di treni storici e amatoriali; si tratta della GKB 671 fornita intorno agli anni venti, dalla BBÖ alla ferrovia austriaca Graz - Köflach (GKB).
Delle ex Südbahn, una locomotiva, la SB 674, è conservata in Ungheria dopo essere stata riportata allo stato originale e si trova nel Museo dei Trasporti di Budapest.
Altri due esemplari sono nel Museo Ferroviario di Lubiana (ex SB 718) e nel Museo della Tecnologia di Berlino (ex-SB 680). La SB 852 è stata invece conservata al Tiroler Landesmuseum; dal 16 marzo 1999 al Museum Straßhof. Tutte e quattro le unità sono di costruzione StEG.